# 姬置
姬置（？—前83年），一名买，周子南君姬嘉之子。
西汉元封四年（前107年），姬置承袭为周子南君。二十四年后（前83年），姬置去世。其子姬当袭爵。